# River Great Ouse
Der River Great Ouse (gesprochen [ɡɹeɪt ˈuːz]) ist ein 270 km langer Fluss im Osten Englands.

## Verlauf
Der Great Ouse fließt durch Buckingham, Milton Keynes, Olney, Bedford, St Neots, Godmanchester, Huntingdon, St. Ives, Ely, Littleport, Downham Market und mündet dann in das Ästuar The Wash nahe King’s Lynn. Er ist der wichtigste Schifffahrtsweg East Anglias. Der untere Flusslauf ist auch als Old West River und The Ely Ouse bekannt.
Im Süden der Marschlandschaft Fens liegt das Wehr Denver Sluice, das die Tidegrenze des Flusses ist. Bei Denver Sluice kann Wasser der Great Ouse entnommen werden und über das Ely Ouse–Essex water transfer scheme zur Trinkwasserversorgung in die niederschlagsarme Grafschaft Essex übergeleitet werden.

## Nebenflüsse
- New Bedford River
- Old Bedford River
- Cam
- Ivel
- Lark
- Little Ouse
- Nar
- Wissey

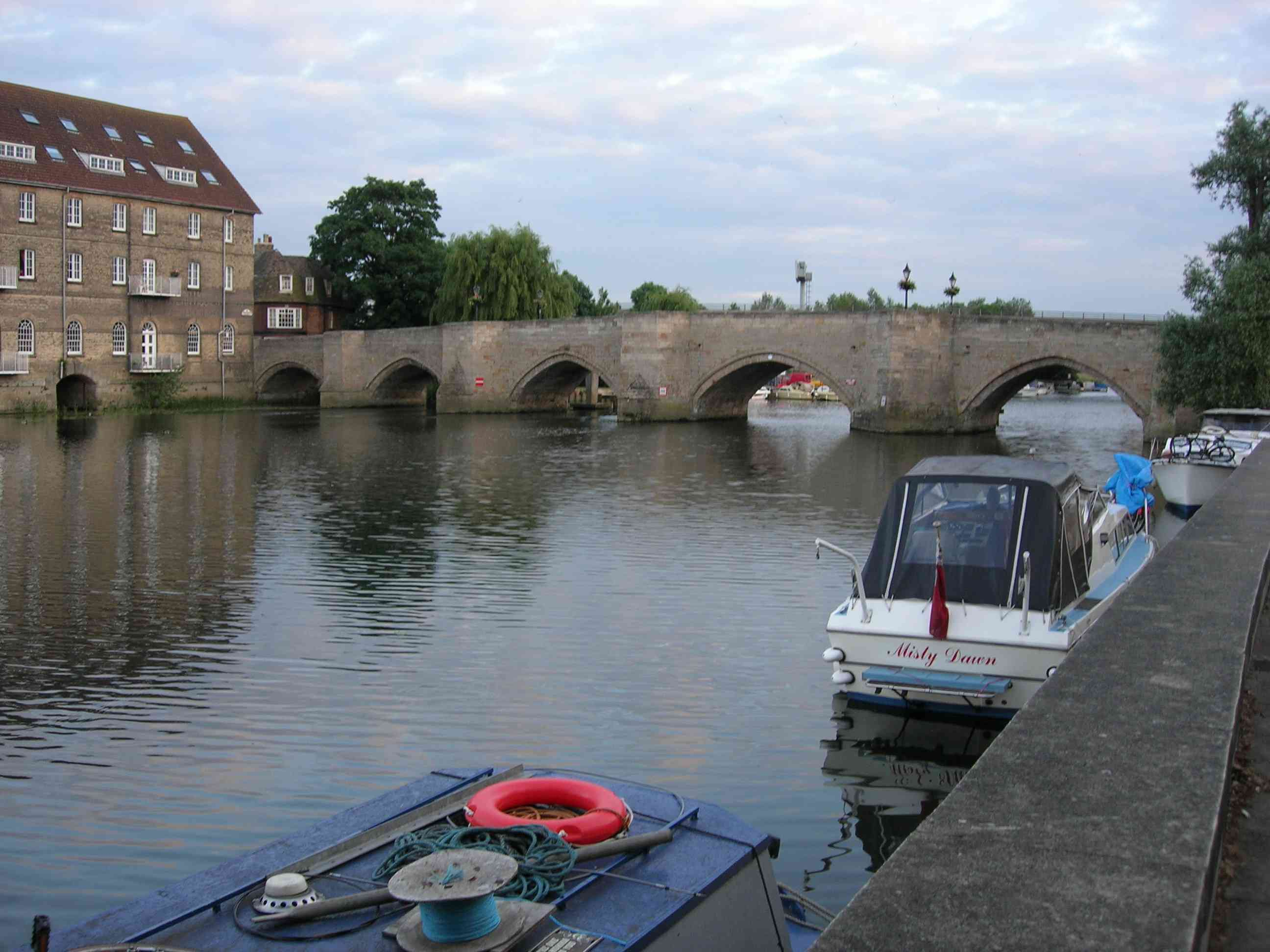
Great Ouse in Huntingdon
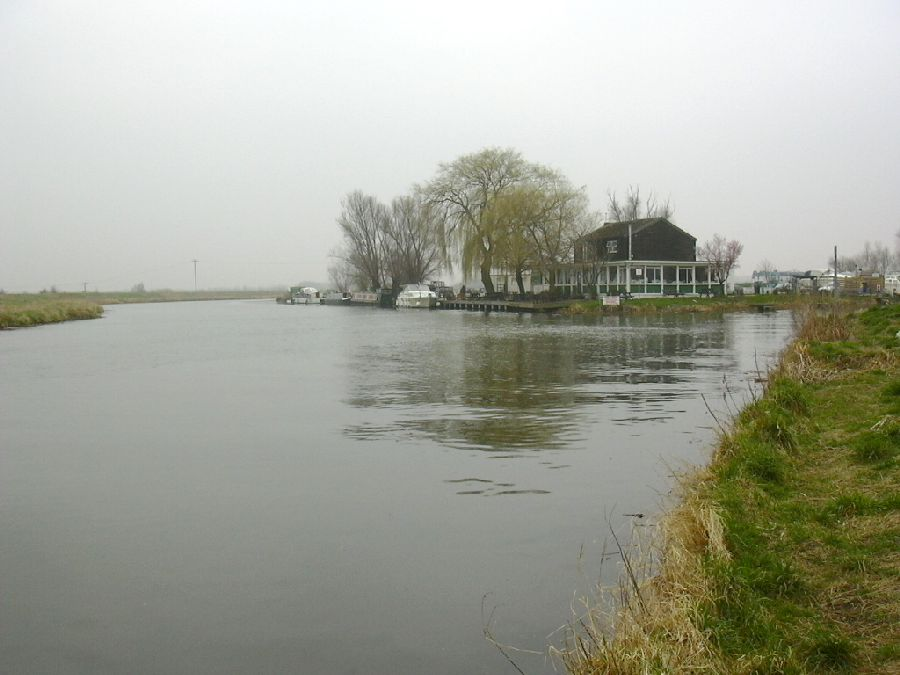
Die Mündung des Cam